# Victoriano Rivas Álvaro
Victoriano Rivas Álvaro (Ciudad Real, 7 luglio 1980) è un allenatore di calcio ed ex calciatore spagnolo, di ruolo difensore, tecnico dell'Unión Collado Villalba.